# District de Barmer
Le district de Barmer est un district de l'État du Rajasthan en Inde.